# Cítov (przystanek kolejowy)
Cítov – przystanek kolejowy w miejscowości Cítov, w kraju środkowoczeskim, w Czechach. Znajduje się na wysokości 170 m n.p.m.
Jest zarządzany przez Správę železnic. Na przystanku nie ma możliwości zakupu biletów, a obsługa podróżnych odbywa się w pociągu.

## Linie kolejowe
- 090 Kralupy nad Vltavou – Ústí nad Labem – Děčín